# Gery Florizoone
Gery Florizoone (Adinkerke, 23 februari 1923 - Wezet, 25 juni 1986) was een Vlaams priester-dichter.

## Biografie
Gery, zoon van Georges Florizoone en Irma Devloo, werd geboren in Adinkerke waar hij ook zijn jeugd doorbracht. Hij volgde lagere school in de gemeenteschool van Adinkerke, in dezelfde klas als een andere dichter, Kamiel Top. Na de middelbare school in Veurne vertrok hij naar het seminarie en op 31 mei 1947 werd hij tot priester gewijd. Op 12 augustus 1947 ging hij aan de slag als leraar bij het Vrij Technisch Instituut te Veurne tot 17 augustus 1957. Toen werd hij onderpastoor in de parochie Sint-Eligius te Ruddervoorde waar hij bleef tot 9 januari 1964 waarna hij medepastoor werd in de parochie Sint-Jozef en Sint-Kristoffel te Assebroek. 
Vanaf 21 november 1977 was hij pastoor in de parochie Heilige Magdalena en Heilige Catharina te Brugge. Hij was toen al enkele jaren opnieuw begonnen met het schrijven van gedichten en tussen 1975 en 1980 gaf hij enkele poëziebundels uit in eigen beheer. Hij werd aangezien als een religieus natuurdichter. Zijn poëzie gaat veel over natuurervaringen die teruggaan tot zijn jeugd en over zijn geboortedorp waar hij een sterke binding mee had. Hij was ook redactielid van West-Vlaanderen (Christelijk Vlaams Kunstenaarsverbond), sinds 2003 Kunsttijdschrift Vlaanderen genoemd. In 1986 ontving hij de Yangprijs voor zijn dichtbundel Jona. 
Hij stierf op 25 juni 1986 in een vliegtuigongeluk waarbij piloot Jo Sarlée, Gerard Degroote en Gery Florizoone omkwamen toen hun klein sportvliegtuig aangevlogen werden door een Mirage van het Belgisch leger.

## Publicaties

### Poëzie
- Drie knotwilgen, 1976
- Een reiger van klei, 1977
- Het dageraadsel, 1978
- De Oeverloper, 1979
- Een voorraad wonen, 1980
- Want aan beter vuur, Keerbergen-Hilversum, Kofschipkring vzw (De Getijdenreeks 7), 1980
- Als zachte klaver, Sint-Niklaas, Danthe nv, 1981
- Van wind en weinig, Gent, Opn Kring vzw (Getuigen-reeks 29), 1982
- Zij weet wat weelde is, Beveren, Orbis en Orion (De Bladen voor de Poëzie, jg.30, nr.7), 1982
- Dat alles is voortdurend, Sint-Niklaas, Danthe nv, 1983
- Het riet als onderkomen, Antwerpen, Stichting Mercator-Plantijn, 1983
- De aarde is een huis, Roeselare, Edicon-uitgave, 1985
- Jona, Gent, Yang Poëzie-reeks 125, 1986
- Het wachten van water, Lelystad, De Horizon, 1986
- Verzamelde gedichten 1973-1986, Wommelgem, Den Gulden Engel, 1986

### Andere werken
- Jonge werkershanden worden gevouwen, Antwerpen, NV Standaard boekhandel, 1956
- Bouwen op de rots, 3 delen (Christen en katholiek, Christelijke levenskrachten, God en de gemeenschap), i.s.m. Delaere, Antwerpen, NV Standaard boekhandel, 1957
- Schrijven in het zand, Eerbiedig spreken tot God, Tielt-Amsterdam, Lannoo, 1977
- De ramen sluiten, Religieuze beschouwingen en overdenkingen, Tielt-Amsterdam, Lannoo, 1980
- Op bedetocht naar O.L.Vrouw van Assebroek, Assebroek, 1980
- Adinkerke, geschiedenis en volksleven, Adinkerke, Dorpsraad, 1982
- In een stad van stenen, Dagboeknotities van een roeping, Brugge, Tabor, 1985